# Hockey Hall of Fame

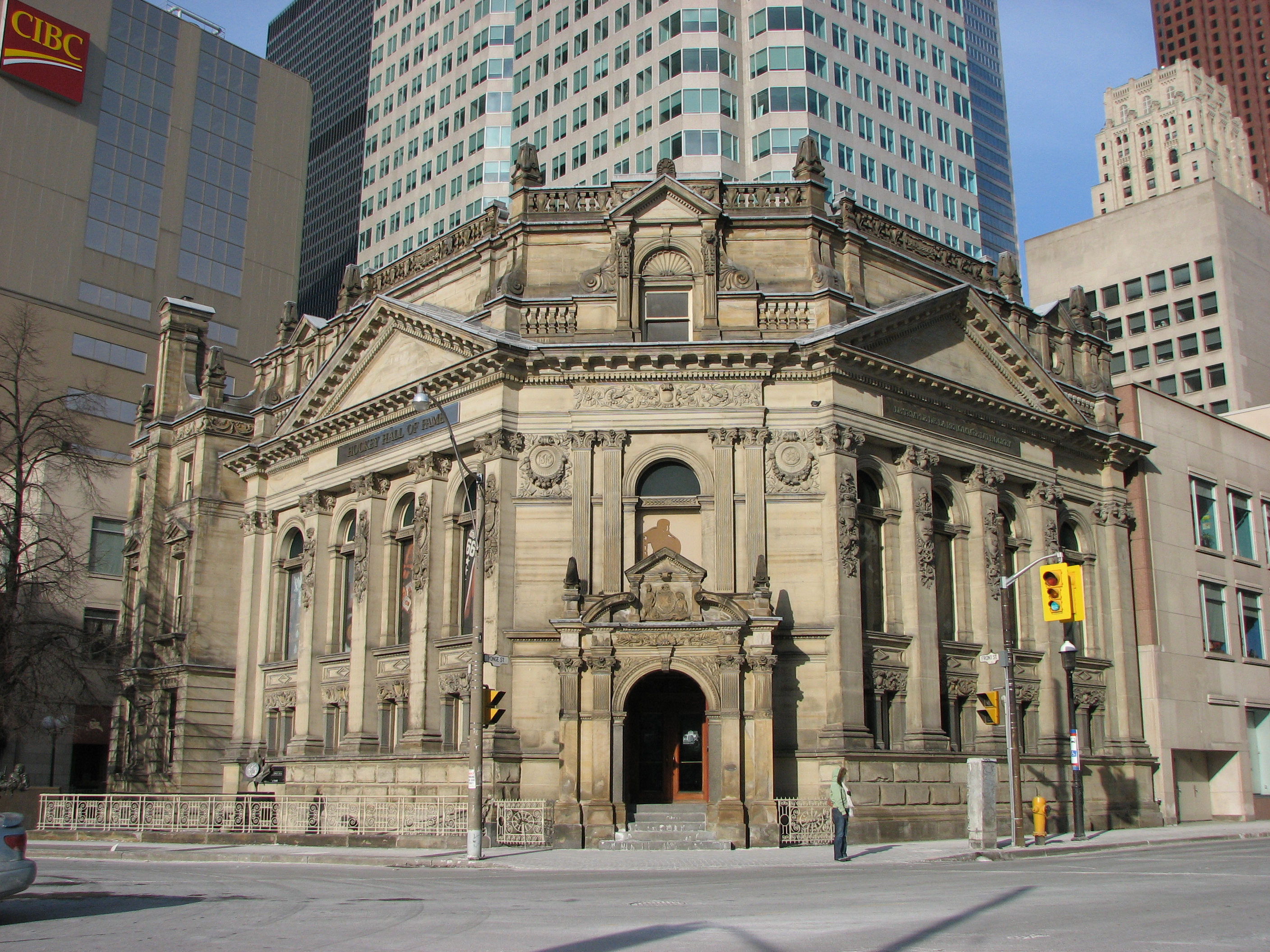
O Hockey Hall of Fame está localizado na esquina das ruas Front e Yonge, no centro de Toronto. O mesmo prédio também abriga o IIHF Hall of Fame.

O Hockey Hall of Fame está situado em Toronto, Ontário, Canadá. Dedicado à história do hóquei no gelo, é simultaneamente um museu e um hall da fama. Possui exposições sobre jogadores, clubes, registros da National Hockey League (NHL), lembranças e troféus da NHL, incluindo a Copa Stanley. Originalmente sediado em Kingston, Ontário, o Hockey Hall of Fame foi criado em 1943 sob a liderança de James T. Sutherland. A primeira classe de membros homenageado foi introduzido em 1945, antes do Hall of Fame ter um local permanente. Ele se mudou para Toronto em 1958.